# 旭川治水ダム
旭川治水ダム（あさひかわちすいダム）は、秋田県秋田市、一級河川・雄物川水系旭川に建設されたダムである。
秋田県が管理する都道府県営ダムで、旭川と雄物川下流の治水を目的に建設された治水専用ダム。高さ51.5メートルの重力式コンクリートダムで1972年（昭和47年）に完成した。建設に際して国庫補助が出る補助治水ダムとしては第一号である。ダムによって形成された人造湖は仁別湖（にべつこ）と命名された。

## 地理
旭川は標高1,170メートルの太平山を水源とし、大小の沢を合わせて概ね南西に流路を取り雄物川の旧流路である旧雄物川に合流して日本海に注ぐ流路延長26.3キロメートル、流域面積74,2平方キロメートルの中規模河川である。流域には県都・秋田市があり市の中央部を貫流する都市河川でもある。ダムは旭川と砥沢が合流する直下流に建設された。

## 沿革
1602年（慶長7年）、関ヶ原の戦いで西軍に加担した咎により常陸水戸から秋田へ転封された佐竹義宣は、旭川の下流に久保田城を築造し本拠地とした。これ以降城下町として発展していった秋田市は旭川を水源として利用し、明治時代には藤倉水源地を建設して上水道の供給を図った。このように旭川は秋田市の水がめとして大いに利用されていたが、一方では古くより「暴れ川」としても知られており、度々秋田市を洪水被害に遭わせてきた。
特に戦中・戦後の一時期、旭川上流部は秋田杉の一大主産地であったことから戦争用資材、あるいは戦後の復興用資材として盛んに利用されていたために乱伐が進み、副作用として森林の保水力低下を招いた。大量の砂礫（されき）が流出し、一旦大雨が降ればそれは土石流として一挙に秋田市街に押し寄せ、甚大な被害をもたらしていた。戦後では1951年（昭和26年）、1955年（昭和30年）、1957年（昭和32年）と数年周期で洪水が発生し、家屋の損壊や田畑の流失などの被害が発生している。これに対して旭川を管理する秋田県では堤防の建設を中心にした河川改修を実施していたが、秋田市街地の拡大によって堤防を新規に建設することが次第に困難になっていった。特に市中心部では道路拡幅のため堤防を削っており、被害を深刻にさせていた。
一方で旭川は通常の河川流量が決して多くないため、沿岸にある農地は安定した水の確保に困ることがしばしばであった。さらに秋田市街地が次第に拡大するに連れ、下水道整備の遅れなどもあって旭川は下流部において特に水質汚濁が進行していった。こうした農業用水の確保や水質汚濁の改善も急務であった。
秋田県は旭川河川改修の抜本的解決が必要であると考え、旭川の上流部にダムを建設して秋田市の治水安全度を高めようとした。さらにダムの放流水を利用して旭川沿岸の農地へ用水を補給し、水質汚濁改善もダムによって賄おうとした。こうして1967年（昭和42年）旭川総合開発事業の根幹事業として旭川治水ダムの建設計画を発表した。この当時ダム事業を統括する建設省（国土交通省）は、都道府県が施工する多目的ダムに対して行っていた国庫補助を、治水を主目的とする治水ダムにも応用する方針を立てた。これが補助治水ダム事業であり旭川治水ダムの計画が発表された同年に施行された。
旭川治水ダムはこの補助治水ダム事業の第一号として建設省より指定を受け、国庫補助を受けることになった。そして翌1968年（昭和43年）より本格的な工事に着手し、1972年（昭和47年）に完成。運用を開始した。

## 目的

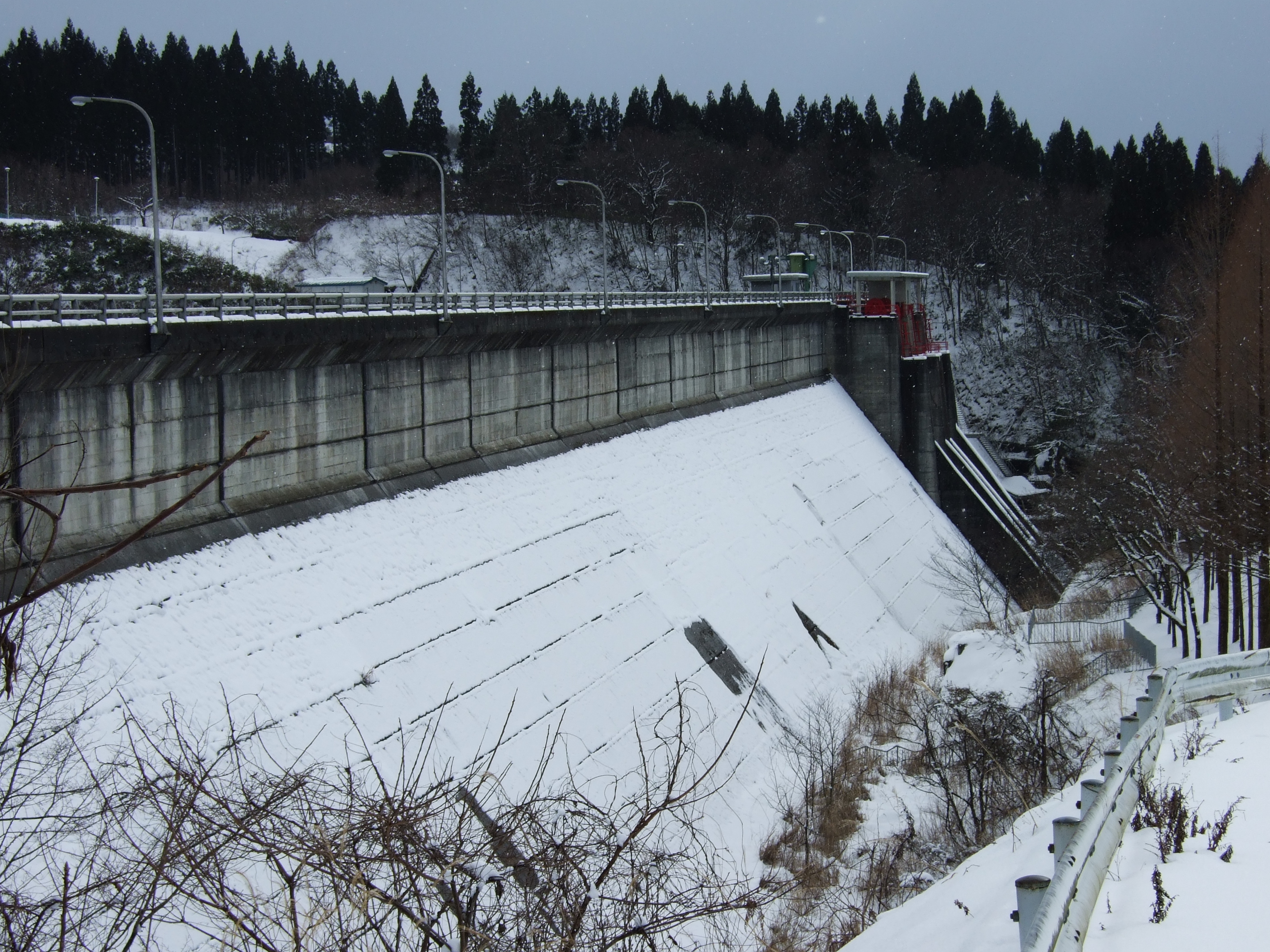
右岸側から見た旭川治水ダム

旭川治水ダムは総工費25億円で完成したが、治水ダムとしては完成しているものでは比較的規模の大きいダムであった。高さ51.5メートルに対して長さが380.0メートルあり、数あるダムの中では極めて横に長いダムの一つである。洪水吐きの位置が左岸側に極端に偏っているのも外見上の特徴である。また両岸の堤体が折れ曲がっている。
建設中にコンクリートの原材料である骨材（安山岩質玄武岩）を洗浄したあとに出る廃水を、従来のダムではそのまま河川に放流していたために漁業などへ影響を及ぼす事例が多かった。だが旭川治水ダムに於いては環境保護の観点から、廃水を薬品で再処理して繰り返し骨材洗浄に利用するリサイクルを行った。現在では普通に行われている廃水リサイクルであるが、事例としては旭川治水ダムが初期のものである。
目的は洪水調節と不特定利水（慣行水利権分の農業用水補給、河川維持用水）である。洪水調節では旭川の計画高水流量（計画された最大の洪水流量。通常過去最悪の洪水量を指標にする）毎秒710トンを毎秒290トンカットし、秋田市街で毎秒420トンに抑える。ダム完成以後、秋田市内における旭川の水害は著しく軽減した。不特定利水については秋田市内にある579.5ヘクタールの既開墾農地に対して慣行水利権分の農業用水を補給する。また、河川維持放流によって旭川の河川流量を一定に保ち、併せて水質汚濁を軽減する目的を持っている。

## 仁別湖

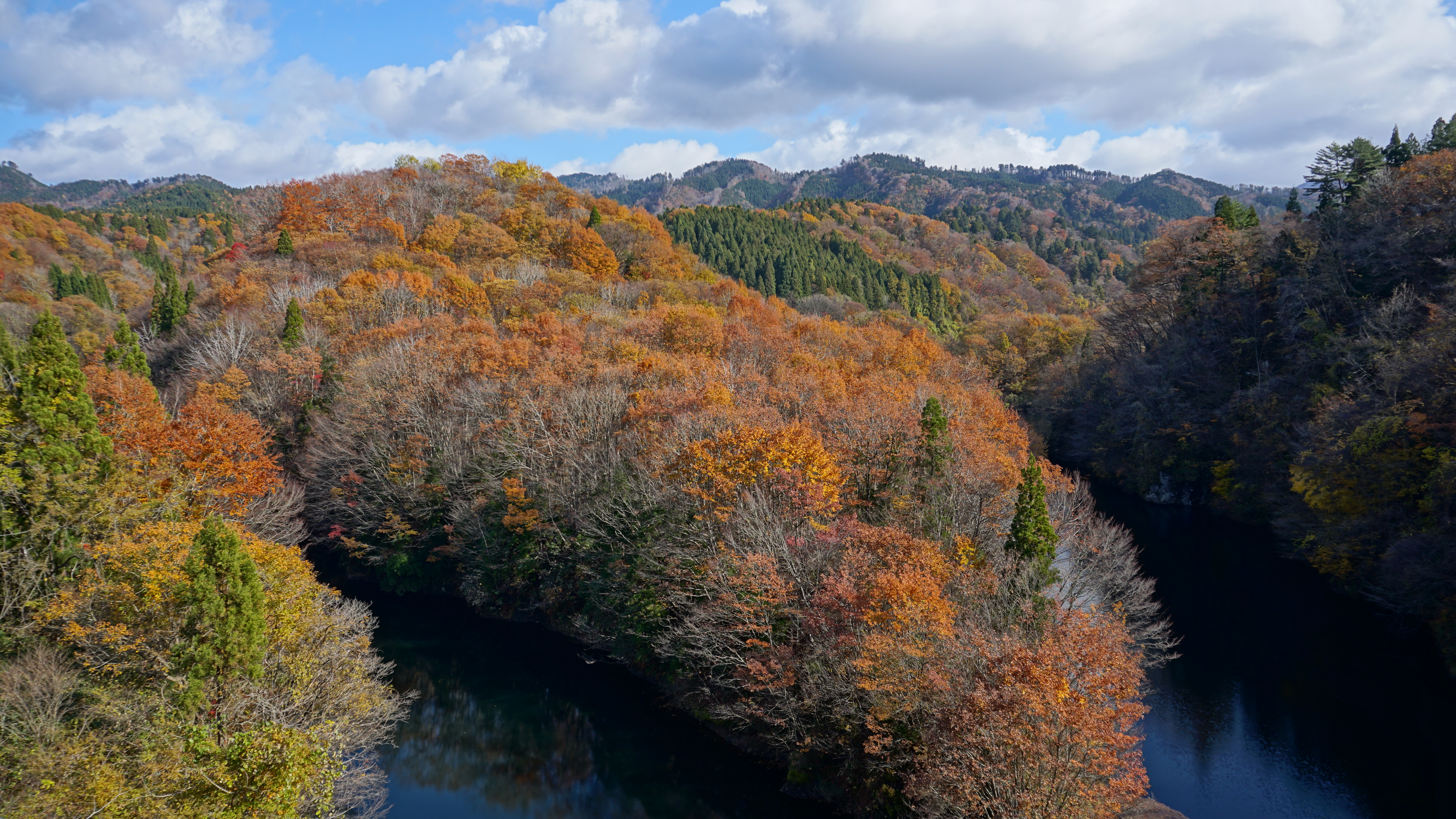
仁別湖。右側から旭川の本流が、左側から砥沢が合流する。

ダム湖である仁別湖は、多目的ダムや発電専用ダムなどに比べて湖面の水位が低い。これは治水ダムの性格上、洪水を計画に沿って大量に貯水することが目的であり、上水道や水力発電に利用する貯水が不要であるため、通常の状態でも水位を低く設定していることによる。仁別湖が満水になるのは豪雨の時だけである。
環境省による2007年度水質調査の結果、全国181水域の湖沼の中で仁別湖が4番目に良好な水質とされた。

## その他
ダム建設地は仁別の集落よりも上流側であるため、家屋などの水没は生じなかった。仁別森林鉄道の廃線跡が一部水没したため、路盤を再利用した秋田県道401号雄和仁別自転車道線はダムの前後で付け替え路を通っている（太平山リゾート公園建設時に再度付け替えられている）。
堤体上には徒歩での立ち入りは可能だが、一般車両の進入は許可されていない。左岸では管理事務所の駐車場、右岸ではダム公園の駐車場を利用する。
東部丘陵には中世の遺跡である戸沢館跡がある。